# Ilha Tierra Bomba
Tierra Bomba é uma ilha colombiana no oeste do mar Caraíbas que possui 1984.99 hectares de superfície (equivalente a 19,84 km²), se encontrando ao sul da cidade de Cartagena de Índias e ao norte da península de Barú, pelo que administrativamente pertence ao departamento colombiano de Bolívar. É um destino turístico popular, apesar que grande parte de sua superfície pertencer a privados ou particulares.
Sua população está estimada em 9 mil habitantes, seu clima é tropical, próprio desta parte do litoral colombiano, possui um litoral de aproximadamente 43 quilômetros, são atrativos turísticos principais suas praias caribenhas e monumentos históricos como o Castillo de San Fernando de Bocachica.

## Localidades
- Terra Bomba
- Ponta Areia
- Caño do Ouro
- Bocachica

## Veja-se também
- Região Caraíbas de Colômbia
- Região Insular (Colômbia)